# Fluchthorn (Walliser Alpen)
Das Fluchthorn ist ein 3795 m ü. M. hoher Gipfel in der Allalingruppe am Ende des Saastals in der Schweiz. Es ist im Winter eine beliebte Skitour. Das Fluchthorn ist ein Nebengipfel des Strahlhorns und erhebt sich in dessen Nordostgrat. Dieser führt weiter über den Schwarzberg bis zum Damm des Mattmarksees. Im Südosten des Grats liegt der Schwarzberggletscher, im Nordwesten der Allalingletscher.

## Lage
Die folgende Karte zeigt die Lage des Fluchthorns innerhalb der Walliser Alpen, die Boxkarte (rechts) innerhalb der gesamten Alpen.
| \| \| |
|       |

## Anstieg
Der Normalweg führt von der Britanniahütte über den Allalingletscher Richtung Adlerpass, auf Höhe des Allalinhorns erreicht man südwärts den Gipfel.